# 离丝野木瓜
离丝野木瓜（学名：Stauntonia libera）为木通科野木瓜属下的一个种。